# Aeolidiella
Genre
Synonymes
- Aeolidina Pruvot-Fol, 1951
- Eolidina Quatrefages, 1843

Aeolidiella est un genre de nudibranches de la famille des Aeolidiidae. Le genre est décrit par Rudolph Bergh en 1867.

## Liste d'espèces
Selon World Register of Marine Species (14 mars 2016) :
- Aeolidiella albopunctata Lin, 1992
- Aeolidiella alderi (Cocks, 1852)
- Aeolidiella drusilla Bergh, 1900
- Aeolidiella glauca (Alder & Hancock, 1845)
- Aeolidiella rubra (Cantraine, 1835)
- Aeolidiella sanguinea (Norman, 1877)

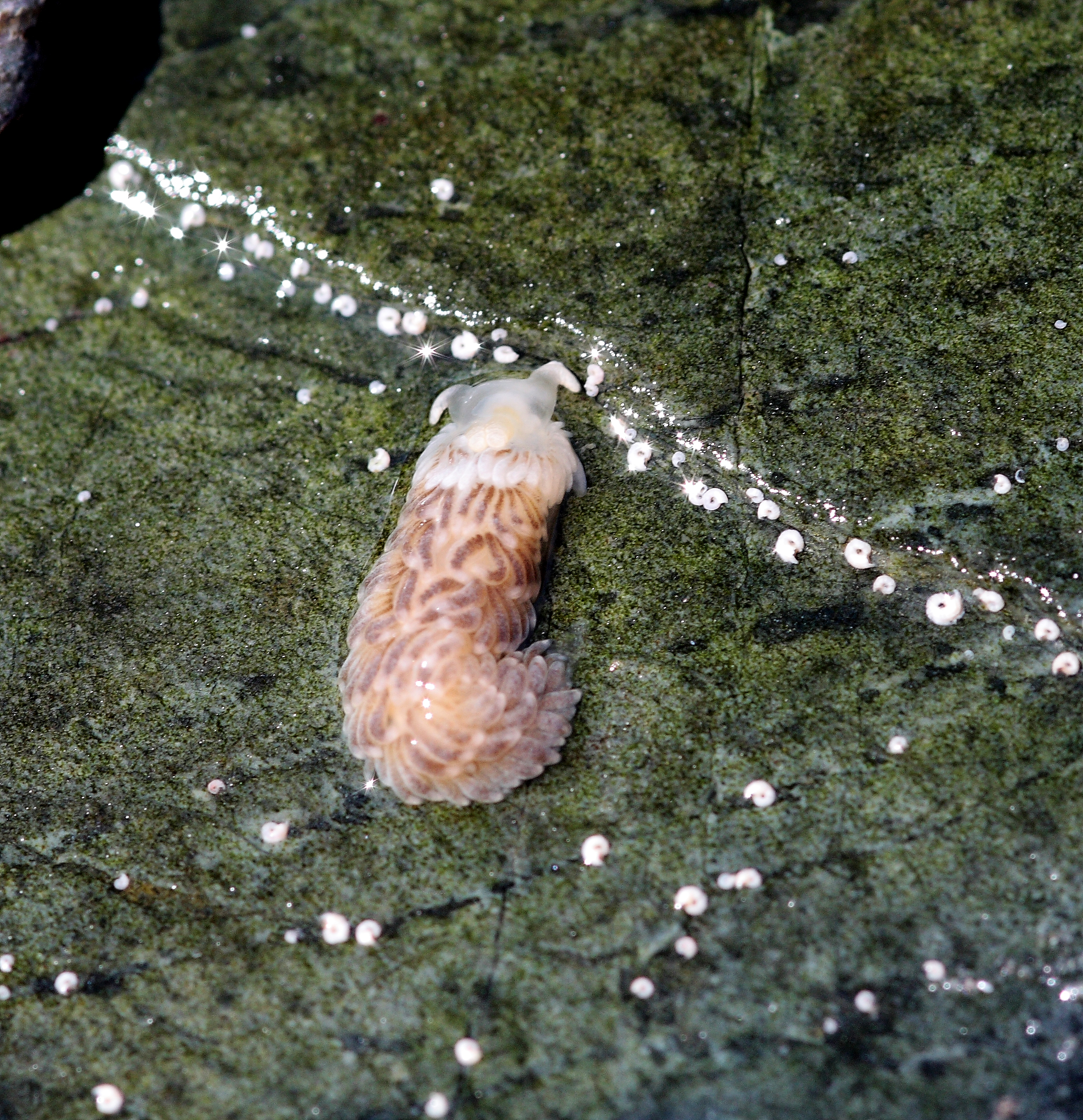
Aeolidiella alderi
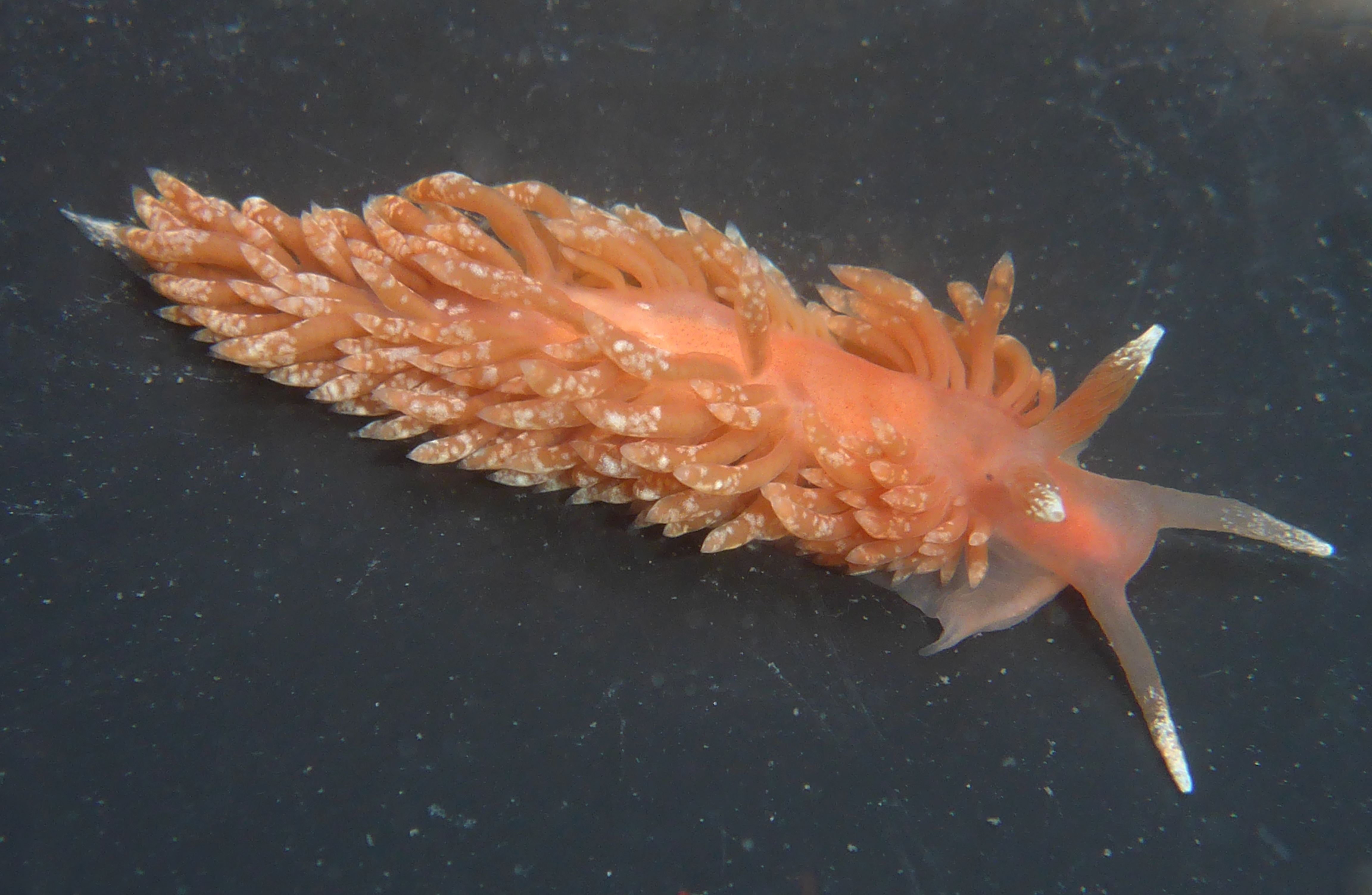
Aeolidiella chromosoma
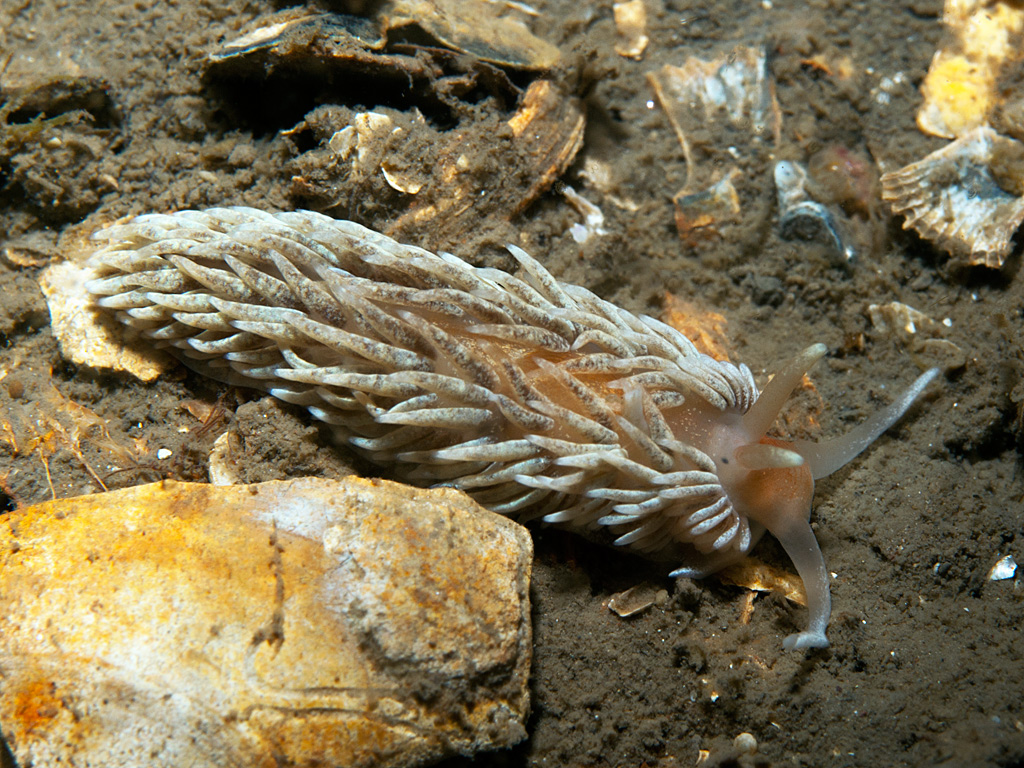
Aeolidiella glauca